# الغجرية (رواية)
الغجرية (بالإسبانية: La gitanilla)‏ هي رواية قصيرة كتبها ميغيل دي ثيربانتس والتي تعد بداية لمجموعة القصص القصيرة التي سماها بالروايات النموذجية، لقد تم نشر هذه الرواية في مدريد عام 1613 على يد خوان دي لا كويستا.

## عن الرواية
تتبع هذه الرواية النموذج الإيطالي الروائي التي وضعها رموز مثل جيوفاني بوكاتشيو. وتطور هذا النموذج علي يد كتُاب مثل ماتيو بانديو في عصر النهضة الإيطالية. وتعد أكبر رواية من مجموعته الروايات النموذجية، كما استخدم فيها النموذج الأناجنوريسيس أو الاعتراف وهو عنصر سردي روائي يكشف عن اعتراف أحد الشخصيات في لحظات حرجة ببعض المعلومات الهامة عن هويته أو أحبابه أو بيئته، ومنها تم الإقرار بأن الغجرية من أصل نبيل.في هذه الرواية يحكي ثربانتس عن مغامرات فتاة غجرية تسمي بريثيوسا، كما يتحدث عن ثقافة وحياة الغجر.
.

## الغجر
تنقسم شعوب الغجر بشكل أساسي إلى الرومن (في أوروبا) والدومر (في الشرق الأوسط)، بعضهم يتكلم لغة مشتركة قد تكون من أصل هندي، وبعضهم لهم ثقافة وتقاليد متشابهة، وحتى أواخر القرن العشرين ظلت شعوب الغجر تعيش حياة التنقل والترحال، وللغجر أسماء مختلفة باختلاف اللغات والأماكن التي يتواجدون فيها، وهم من بين الشعوب التي تعرضت للاضطهاد من قبل الحكم النازي.
توجد آراء مختلفة بشأن تاريخ الغجر وأصولهم، أحدهم أن هؤلاء الأقوام أصلا من شعوب الهند وإيران ومناطق وسط وجنوب آسيا، هاجروا من أراضيهم في حوالي القرن الرابع الميلادي، وأوضح بعض المؤرخين أنهم في أواسط القرن الخامس عشر (1440م تقريبا) وصلوا إلى مناطق المجر وصربيا وباقي بلاد البلقان الأخرى، ثم بعد ذلك انتشروا في بولندا وروسيا، واستمر انتشارهم إلى أن بلغوا السويد وإنجلترا في القرن السادس عشر الميلادي، كما استوطنوا في إسبانيا بأعداد كبيرة.

غجر الكالو في إسبانيا

## تعريف الروايات النموذجية
هي سلسلة تسمي روايات نموذجية للترفيه الأكثر صدقاً.وتتكون من اثني عشر قصة قصيرة وتسير علي نهج سلسلة من الروايات القصيرة والتي كتبها ميغيل دي ثربانتس بين عامي 1590 و1612.ولقد نشرها خوان دي لا كويستا عام 1613 في مدريد.وكانت في البداية النموذج المتبع في إيطاليا.وسميت بالنموذجية لأنها أول نموذج للروايات باللغة القشتالية(الإسبانية) يتبع طابع تعليمي وأخلاقي.

## حبكة الرواية
هذه الرواية تحكي قصة حب بين بريثيوسا وهي فتاة غجرية، وشاب من النبلاء يُدعي خوان دي كاركامو.الحكاية بدأت في مدريد عندما رأي خوان ولأول مرة بريثيوسا وكانت أجمل فتاة علي الإطلاق.ولقد عرض هذا الشاب النقود علي المرأة العجوز الغجرية مقابل بريثيوسا.ولكن بريثيوسا قالت له انها لن تفقد عذريتها الا إذا تزوجت.واقترحت عليه أن يعيش لمدة عامين في عالم الغجر، لكي يعرف عاداتهم وتقاليدهم بالإضافة إلى طقوس حياتهم.وافق خوان علي هذا الاتفاق، وغيٌر اسمه إلى اندري كباييرو، وعاشا الاثنان وسافروا معاً حتي وصلوا إلى مورسيا.وهناك تم دعوة أندريس وبريثيوسا للعشاء من قِبَل امرأة وقعت في حب أندريس، وعندما صارحته رفض أندريس فغضبت بشدة وفكرت في الانتقام منه.وبهذا تم ادراج بعض من الأحجار الكريمة في جيب الشاب النبيل خوان، حتي تبدو وكأنها عملية سرقة ويُزج به في السجن.وعندما همَ أندريس وبريثيوسا بالمغادرة، قامت هذه السيدة بدعوة الحارس لمنعهم من الخروج.وبهذا تم أخذه إلى السجن لقتله، وذهبت بريثيوسا الي بيت السيد فرناندو والسيدة كونستانزا وهم من أكبر نبلاء مورسيا، ولأن السيد فرناندو كان مبهوراً بجمال بريثيوسا فحاول أن يحميها.قررت المرأة العجوز الغجرية انقاذ أندريس فكشفت عن اسمه الحقيقي واسم عائلته.كما كشفت العجوز عن علامة توجد عند بريثيوسا.وعندما سمع السيد فرناندو هذا قام باستقبال والترحيب ببريثيوسا كابنته، وأفرج عن أندريس.وفي النهاية تزوجت كونستانزا دي أثيبيدو وهو الاسم الحقيقي لبريثيوسا من خوان دي كاركامو، وعاشوا حياة سعيدة.

## الشخصيات
خوان دي كاراكامو هو فارس نبيل أعماه الحب، وتعرض لنا الرواية شخصيته كذكي وعاطفي وغيور.بريثيوسا هي فتاة في غاية الجمال والسحر وذكية.المرأة العجوز الغجرية وهي امرأة لديها أفكار قديمة وثابتة ولكنها محبة للمال والثروات.

## الوقت
تدور أحداث الرواية في القرن السابع عشر.

## المكان
تتطور أحداث القصة ما بين مدريد ومورسيا.

## الكاتب
هو ميغيل دي ثربانتس ولد عام 1547 في ألكالا دي ايناريس في مدريد بإسبانيا،وهو كاتب إسباني اشتهر بروايته دون كيخوطي دي لا مانتشا.
وهو كاتب إسباني اشتهر بروايته دون كيخوطي دي لا مانتشا.
تركت حياة ثربانتس الحافلة بالأحداث أثرا بليغاً في اعماقه، وتجلي ذلك في طغيان روح السخرية والدعابة علي أعماله.يعتبر من بين أشهر الشخصيات الإسبانية في العالم، وقد كرمته بلاده فوضعت صورته علي قطعة ال50 سنتاً الجديدة.كما اعتبر واحداً من أبرز الأدباء الإسبان في القرن السابع عشر.نشر أول رواية خيالية تدور حول حياة الرعاة عام 1585 م مكتوبة بالشعر والنثر أسماها (لا غالاتيا) كتب بين عامي 1585 - 1588 أكثر من عشرين مسرحية لم يبق منها سوى مسرحيتين، كما ألف كثيراً من الشعر.قضى معظم حياته في العصر الذهبي في إسبانيا عندما كانت سفنها غنية ويتكلم المثقفون لغتها وأدبها معروف في أنحاء أوروبا لكنه لم يذق طعم الازدهار والرخاء وتوفي في 23 نيسان 1616 م مات فقيراً معدماً ولم يتذوق طعم الشهرة التي نالها بعدئذ.استطاع ثربانتس أن يفتح ابواب العالم وينير العقول، كما قام بنشر تجربته الخاصة وتعميمها.

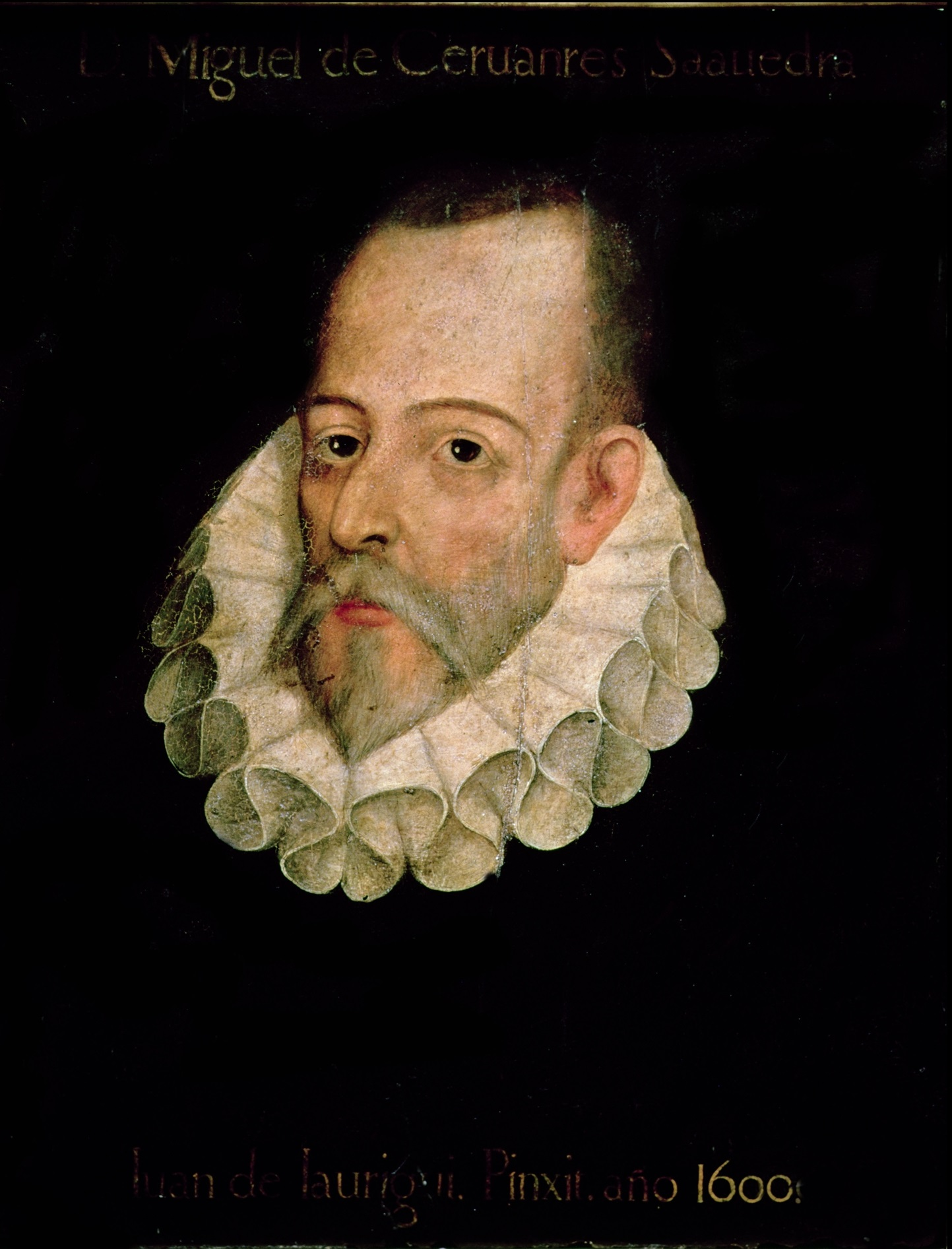

## اقرأ أيضا
- دون كيخوطي
- العاشق المتحرر
- قوة الدم
- الغيور الإكستـريمادوري
- حوار الكلاب
- الإسبانية الإنجليزية
- أعمال بيرسيليس وسيخيسموندا
- لا جالاتيا